# Palidone da Moncalieri
Palidone da Moncalieri è un personaggio dell'Orlando furioso di Ludovico Ariosto, menzionato in un verso del diciottesimo libro del poema. 

## Il personaggio

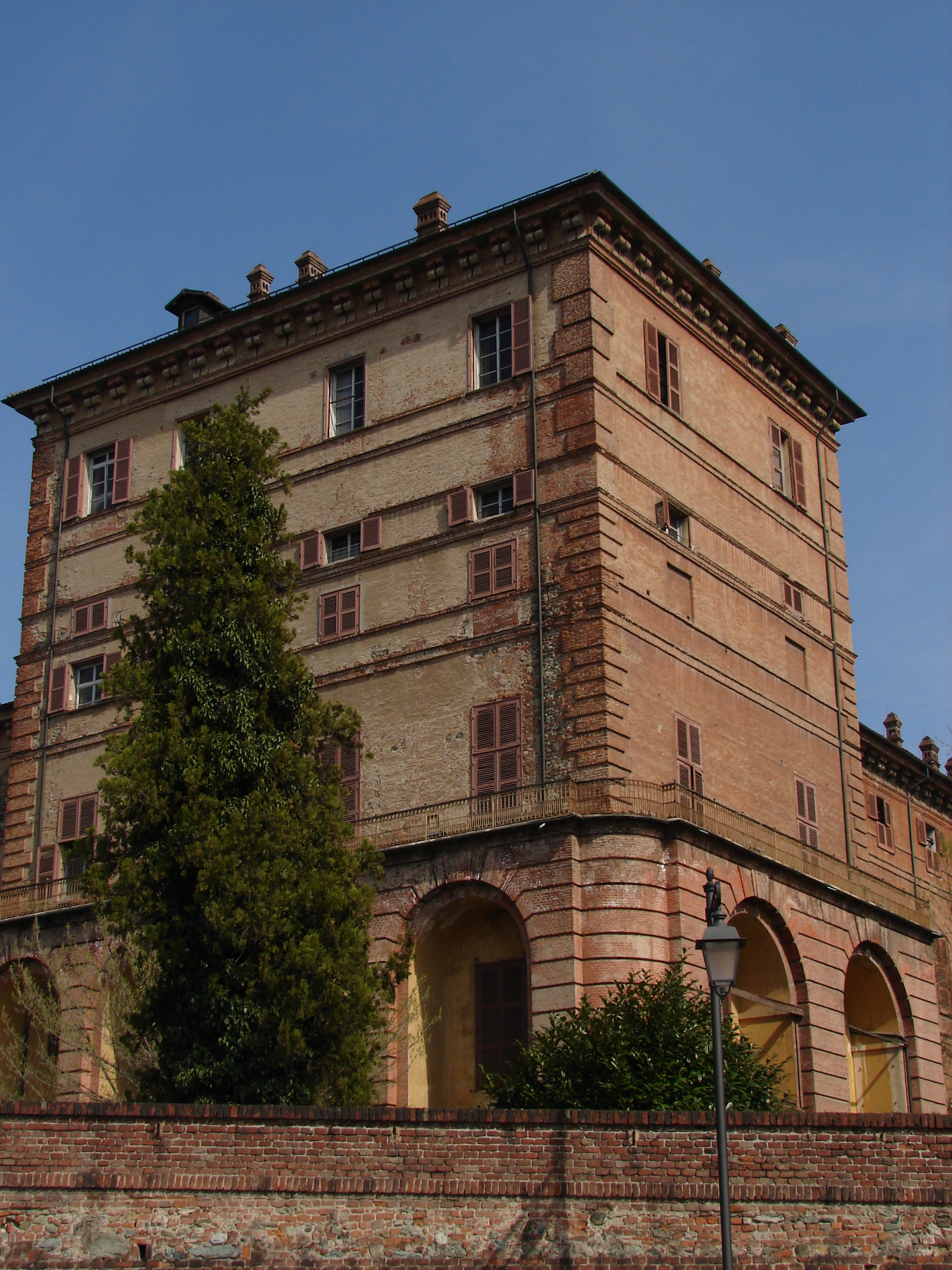
Il castello di Moncalieri, città dove Ariosto ritiene fosse nato Palidone

### Le origini
Palidone è un giovane cavaliere nato a Moncalieri, presso Torino, che accorre in soccorso di Carlo Magno assediato a Parigi dai Mori di Agramante.

### La morte
Armati di spada, i due giovani guerrieri saraceni Cloridano e Medoro penetrano una notte nell'accampamento cristiano per recuperare il corpo del loro comandante Dardinello appena caduto in combattimento. Nell'attraversare il campo non resistono alla tentazione di uccidere alcuni nemici addormentati. Nella prima tenda in cui entra, Cloridano sgozza con la lama sei cristiani, tra cui appunto Palidone, disteso tra le zampe di due cavalli:
Così disse egli, e tosto il parlar tenne,

ed entrò dove il dotto Alfeo dormia,

che l'anno inanzi in corte a Carlo venne,

medico e mago e pien d'astrologia:

ma poco a questa volta gli sovenne;

anzi gli disse in tutto la bugia.

Predetto egli s'avea, che d'anni pieno

dovea morire alla sua moglie in seno:

ed or gli ha messo il cauto Saracino

la punta de la spada ne la gola.

Quattro altri uccide appresso all'indovino,

che non han tempo a dire una parola:

menzion dei nomi lor non fa Turpino,

e 'l lungo andar le lor notizie invola:

dopo essi Palidon da Moncalieri,

che sicuro dormia fra duo destrieri.
((Ludovico Ariosto, Orlando Furioso, canto 18, ottave 174-75))

## Interpretazione dell'episodio
Molti guerrieri nel poema recitano da comparse, e tra questi anche le vittime di Cloridano e Medoro, le quali si distinguono però per le analogie che il passo ariostesco presenta con l'episodio dell'Eneide che descrive la strage dei giovani Rutuli sorpresi nel sonno dai due grandi amici troiani Eurialo e Niso. In particolare, per la caratterizzazione di Palidone, vittima della sua irriflessività giovanile che lo induce ad addormentarsi sotto i suoi stessi cavalli (" sicuro " = "ritenendosi al sicuro da ogni pericolo"), Ariosto si è rifatto a una delle vittime di Niso, il ragazzo che fa da auriga a Remo:
 e lo scudiero di Remo uccide, e l'auriga, trovato 

là sotto i cavalli; col ferro il collo riverso ne squarcia 
((Virgilio, Eneide, libro IX, traduzione di Rosa Calzecchi Onesti)
Non si esclude che il personaggio di Palidone, e soprattutto la sua origine, siano giustificati nell'opera ariostesca da ragioni puramente poetiche: è infatti possibile che l'autore cercasse una parola in rima con 'destrieri' , trovandola quindi nel toponimo 'Moncalieri'.
Da notare, in entrambi i poemi, l'accortezza del guerriero uccisore, che dopo aver scorto il nemico addormentato piomba su di lui riuscendo a non spaventare i cavalli.

## Fonti
- Ludovico Ariosto, Orlando Furioso, libro XVIII.